# Rheingauer Flöte

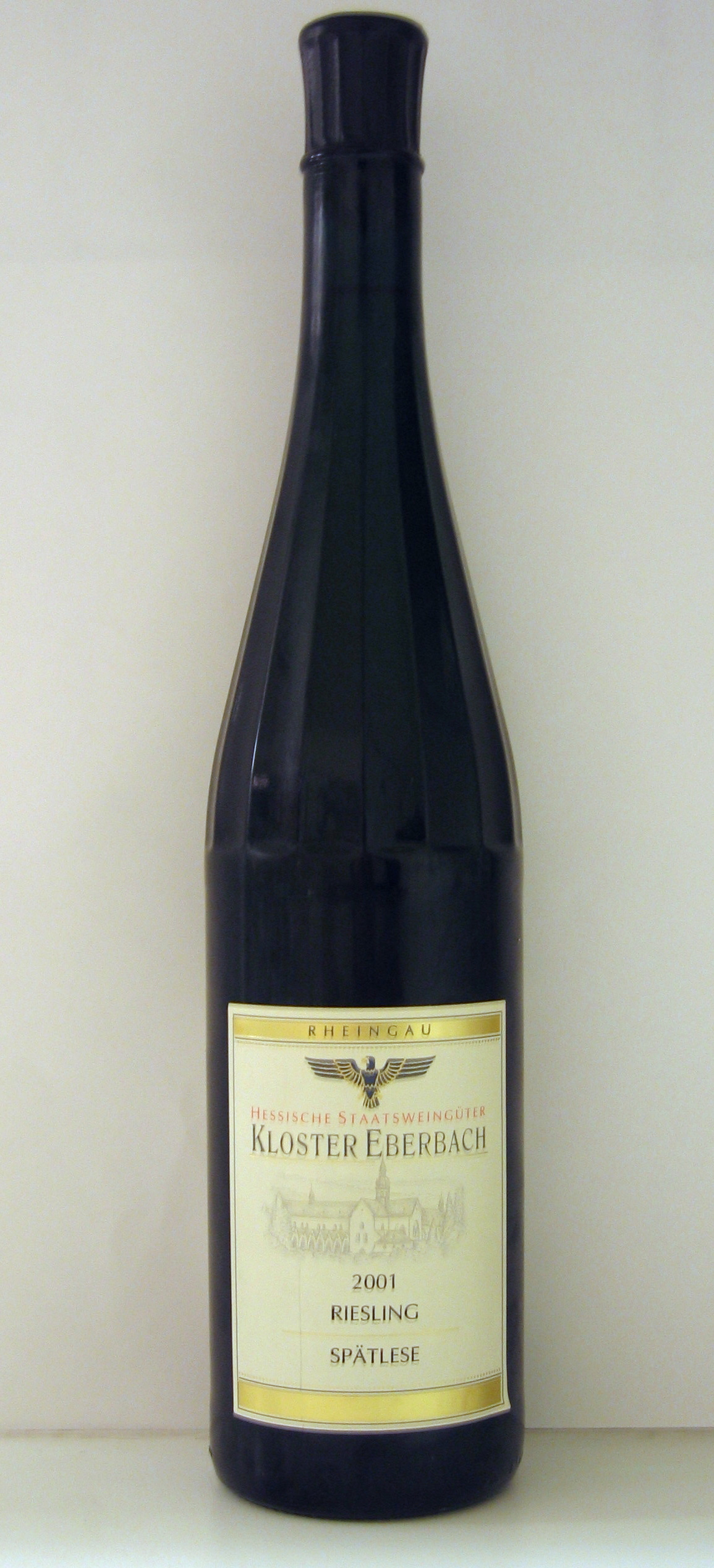
Rheingauer Flöte

Die Rheingauer Flöte oder Rheingau-Flöte ist eine spezielle Form der Weinflasche, in die ausschließlich Qualitätswein aus dem Rheingau abgefüllt wird.
Die Flasche mit 750 ml Inhalt besteht aus dunkelblaugrünem Glas und ist mit 35 Zentimetern deutlich höher als andere Weinflaschen. Sie hat eine schlanke Form mit eingeprägten senkrechten Kanten am Flaschenhals und einem Wulst als Abtropfrand an der Flaschenöffnung. Sie wurde in den letzten Jahren vom Rheingauer Weinbauverband propagiert, um die Marke Rheingauer Wein aufzuwerten und unverkennbar zu machen.

## Trivia
Die Gemeinde Oestrich-Winkel hat einen Wanderweg eingerichtet, der nach der Rheingauer Flöte benannt ist. Der Flötenweg führt durch die Weinberge aller Stadtteile von Oestrich-Winkel bis hin zum Schloss Johannisberg. Jedes Jahr findet am ersten Wochenende nach Pfingsten das Wandererlebnis Flötenweg statt.